# Maria Amália de Bourbon-Duas Sicílias
Maria Amália Fernanda de Bourbon-Duas Sicílias (em italiano: Maria Amalia Ferdinanda di Borbone-Due Sicilie; Pozzuoli, 25 de fevereiro de 1818 – Madrid, 6 de novembro de 1857), foi uma Princesa das Duas Sicílias, filha do rei Francisco I, e de sua segunda esposa, a infanta Maria Isabel da Espanha. Foi também Infanta da Espanha e Portugal por seu casamento com o infante Sebastião da Espanha e Portugal.

## Biografia

### Família
Maria Amália era a oitava filha (quarta varoa) de Francisco, Duque da Calábria (depois Francisco I das Duas Sicílias) e sua segunda esposa, a infanta Maria Isabel da Espanha.

### Casamento
Maria Amália não era politicamente relevante em uma família numerosa, mas esperava-se que ela se casasse com um membro de sua família. Sua irmã mais velha, Luisa Carlota, casou-se com o irmão mais novo de Fernando VII de Espanha, Maria Cristina tornou-se rainha da Espanha, outra irmã, Maria Antónia tornou-se grã-duquesa da Toscana e seu irmão se tornaria rei das Duas Sicílias.
No casamento de sua irmã Maria Cristina, Maria Amália conheceu o infante Sebastião da Espanha e Portugal, filho único do infante Pedro Carlos da Espanha e Portugal e da infanta Maria Teresa de Portugal, que passou a maior parte de sua vida no Brasil. O casamento foi celebrado em 25 de maio de 1832 em Madrid, durante os últimos anos do reinado de Fernando VII da Espanha. Já naquela época havia tensão entre os partidários da rainha Isabel II de Espanha e os do infante Carlos da Espanha, Conde de Molina. Nenhum filho nasceu do casamento.

### Morte
Maria Amália morreu em 6 de novembro de 1857, quando o equilíbrio entre carlistas e isabelenses ainda estava em um momento de extrema delicadeza. Sua morte passou despercebida na corte de Madrid. Seu marido logo se casou novamente com a Infanta Maria Cristina da Espanha, cunhada e prima de Isabel II.